# Bredemeyera disperma
Bredemeyera disperma är en jungfrulinsväxtart som först beskrevs av Vell., och fick sitt nu gällande namn av J.F.B.Pastore. Bredemeyera disperma ingår i släktet Bredemeyera och familjen jungfrulinsväxter. Inga underarter finns listade i Catalogue of Life.